# Juan José Castelli (Chaco)
Juan José Castelli is een plaats in het Argentijnse bestuurlijke gebied General Güemes in de provincie Chaco. De plaats telt 24.333 inwoners.